# 099 Central
099 Central fue una telenovela policial de Argentina de 2002, producida por Pol-ka y emitida por Canal Trece. Fue protagonizada por Facundo Arana, Nancy Dupláa y Paola Krum. Coprotagonizada por Juan Darthés, Julieta Díaz, Daniel Aráoz, Eugenia Tobal, Joaquín Furriel e Iván Noble. Antagonizada por Luis Luque, Celina Font, Ernesto Claudio y Diego Alonso Gómez. También, contó con las actuaciones especiales de Carolina Peleritti y los primeros actores Emilio Disi y Elena Lucena. Y la participación estelar de Raúl Taibo como actor invitado.

## Sinopsis
La acción transcurre en el entorno de una brigada policial de élite, donde, entre la trama policial, surgen encuentros y desencuentros entre quienes están acostumbrados a vivir en peligro y enfrentar situaciones de riesgo,
El protagonista, Tomás Ledesma (Facundo Arana), es el jefe de operaciones de la brigada, en la que el Comisario es Rubén Castro (Raúl Taibo). Al principio de la novela el hermano de Tomás, Franco Ledesma (Luis Luque), miembro del servicio secreto, y su mujer, Patricia (Paola Krum), que es médica, vuelven a Buenos Aires. Patricia fue en el pasado novia de Tomás, que todavía la considera su amor imposible. Patricia ha sido contratada como médica de la brigada, aunque tanto Tomás como ella desconocen que trabajarán juntos.
Tomás, también tiene un gran secreto que ni el mismo conoce: fue raptado cuando tenía dos años por un grupo comando en plena dictadura militar. Su identidad fue negada desde siempre por el que ahora es su hermano.
También al principio de la novela, los altos cargos de la policía han decidido que, como experiencia piloto, en la brigada trabajen agentes de ambos sexos, aunque su colaboración no empieza con muy buen pie. Entre las agentes femeninas se encuentra Laura Copioli (Nancy Dupláa), antigua novia de Federico Falcone (Adrián Suar) (de la telenovela 22, el loco). Tomás y Laura se conocen y se sienten especialmente atraídos, aunque la atracción y el amor de Tomás por Patricia serán un obstáculo constante hasta que Tomás descubre que Laura es su gran amor.
Franco, su hermano, es un ser oscuro y siniestro, con muy buenos contactos, además de un enfermo, enfermo de amor por Patricia, y de celos por la relación de esta con Tomás... Fue policía y ahora está retirado, pero sigue con sus actividades delictivas, amparado por un clima de corrupción y tolerancia. Tiene una muy buena posición económica obtenida precisamente gracias a trabajos sucios de alto nivel.
Franco tiene con Tomás una relación enfermiza, porque le odia y le ama a la vez. Supuestamente lo odia porque Tomás le robó el amor de sus propios padres y ahora el amor de su mujer. Franco emprende una serie de acciones delictivas para vengarse de Tomás y volver a conseguir el amor de Patricia. La persecución de Franco por la Brigada conforma el eje de la novela, con una serie de subtramas protagonizadas por el resto de los miembros de la Brigada, Gaby (Julieta Díaz) y Popeye (Juan Darthés), Marisa (Carolina Peleritti) y Silvina (Eugenia Tobal), Fausto (Emilio Disi), el Mudo (Iván Noble), Rubén y Sandra (Celina Font). Fundamentalmente Tomás y Laura tendrán que reafirmar su amor en medio de todos los conflictos, hasta alcanzar el feliz desenlace.

## Reparto

### Protagonistas
- Facundo Arana como Tomás Ledesma: policía justo y honrado, corre competencias de motos y tiene un gran secreto que ni él mismo conoce: a los dos años fue raptado por un grupo comando en plena dictadura militar. Su identidad fue negada por su propio hermano que comandaba el grupo y lo llevó a vivir con su familia. Ama en secreto a su cuñada y vive con ella un amor imposible. En la brigada conocerá a Laura y descubrirá un gran amor. (1-146)

- Nancy Dupláa como Laura Copioli: exintegrante del equipo del 22, el loco. Pide el traslado para olvidar a Federico Falcone. Tuvo una relación con Popeye pero sentirá una irresistible atracción por Tomás, quien en un principio buscará en sus brazos la contención que necesita para alejarse de su cuñada, pero pronto descubrirá un gran amor. (1-146)

- Paola Krum como Patricia Franchese: esposa de Franco, siempre estuvo enamorada de su cuñado, Tomás. De a poco descubrirá que está casada con un monstruo que hizo negocios sucios con su propio padre. Muere de un disparo. (1-144)

### Elenco Protagónico
- Raúl Taibo como Rubén Castro: jefe de la Brigada 099. Está casado con Sandra, pero comenzará una relación con Gabriela, una chica muy rea y mucho menor que él. Muere asesinado por Barrasa. (1-84)

- Juan Darthés como Nicolás "Popeye" González: rescatador de la brigada y quien trae a Laura Copioli para alejarla del 22. Tiene un hijo, Agustín, que vive con su exmujer. Tuvo una relación con Laura y con Sandra, de la cual nació un hijo. Después iniciará un romance con Gabriela. (1-123, 146)

- Julieta Díaz como Gabriela "Gaby" Valentini: policía que proviene de los bajos fondos, una auténtica guarra, pero de buen corazón. Estuvo enamorada de Rubén, con quien estuvo hasta el día de su muerte. Luego se enamora de Popeye, con quien iniciará una relación amorosa. (1-146)

- Luis Luque como Franco Ledesma: hermano de Tomás. Un policía retirado y un enfermo que se ha desempeñado en trabajos sucios de alto nivel. Está casado con Patricia a quien ama con locura. Odia a su hermano porque llegó a ser todo lo que él no pudo ser y fundamentalmente porque le robó el amor de sus padres. (1-146)

- Carolina Peleritti como Marisa Paladino: policía lesbiana, entrenada como rescatista. Formará parte de un triángulo muy particular. (1-146)

- Emilio Disi como Fausto Rosetto: subjefe de la brigada. Su gran vocación es la actuación, viene de una familia de extras y participa de muchos programas de televisión. (1-146)

### Elenco Principal
- Daniel Aráoz como Héctor "Diente" Aguirre: otro de los integrantes de la brigada de Falcone, que quiere desesperadamente que Tomás lo acepte, ya que él se convirtió en su nuevo ídolo. Es enamoradizo, gritón y sufre mucho su soledad. A pesar de que su nombre es Héctor, en una ocasión se refirió a sí mismo como "Rogelio". (1-146)

- Celina Font como Sandra Balzi: esposa de Rubén. Tiene problemas de alcoholismo y por ello Rubén se quiere divorciar de ella. Cuando empieza a sospechar de la relación entre su marido y Gaby, buscará a Popeye para vengarse de Rubén. Tiene un hijo con él, pero pronto se suicida. (1-142)

- Eugenia Tobal como Silvina Ruiz: rescatista de la brigada. Mantiene una relación con "El Mudo", pero pronto descubrirá el amor en Marisa, con quien iniciará una nueva relación amorosa. (1-146)

- Joaquín Furriel como Lucas Morales: mejor amigo de Tomás. Se dedica a reparar motocicletas en su taller que está en la casa de Tomás, muere asesinado por Franco Ledesma, cuando vio pruebas que comprometían al mismo. (1-110)

- Iván Noble como Martín "Mudo" Muñoz: el policía huraño, un sérpico auténtico, fanático y loco por las armas; es el experto en explosivos. Su verdadero nombre es Martín Muñoz. (1-146)

### Elenco Recurrente
- Elena Lucena como Elba: la madre de Fausto, es un poco castradora.

- Coco Sily como Mario "Marito" Arcapalo: el enfermero de la brigada, trabaja junto con Yiya en la ambulancia.

- Alejandra Radano como Yiya: chofer de la ambulancia de la brigada, quien lucha constantemente por su adicción a las pastillas.

### Participaciones
- Adrián Suar como Federico Falcone (personaje de 22, el loco).

- China Zorrilla como Dora: abuela de Tomas Ledesma (Diego Robles), ayuda a Tomás en la búsqueda de su verdadera identidad.

- Ernesto Claudio como Gutiérrez: mano derecha de Franco Ledesma, es el encargado de realizar los trabajos sucios.

- Gustavo Guillén como Martín Spano: periodista.

- Carlos Kaspar como Tomei.

- Marcelo Cosentino como Gerardo Casenave.

- Jorge Nolasco como Ignacio Ruiz.

- Julia Calvo como Carmela.

- María Fernanda Callejón como Julia.

- Maxi Ghione como Burgos.

- Fabio Aste como Rufino.

- Deborah de Corral como Victoria "Vicky".

- Javier Heit como Agustín González: hijo adolescente de Popeye y Cristina.

- Mirta Huertas como Mara (Stella Maris).

- Bernarda Pagés como Verónica "Vero".

- Florencia Padilla como María Laura.

- Diego Alonso Gómez como Raúl.

- Mariana Richaudeau como Mabel "Mavy".

- Lucas Ferraro como Alejandro.

- Carlos Roffé como Estrada.

- Gabriela Sari como Andrea "Andy".

- Daniel de Vita como Pablo.

- Marcela Ferradás como Emilce: madre de Gabriela Valentini.

- Ana María Ambasz como Beatriz: madre de los hermanos Ledesma.

- Ricardo Díaz Mourelle como Barrasa.

- Horacio Nitalo como Romero: secuaz de Franco Ledesma y asesino del padre del Mudo.

- Hugo Castro como José Valentini: padre de Gabriela Valentini.

- Osmar Núñez como Carlos Presto.

- Carlos Girini como Hernán.

- Martín Gianola.

- Ariel Staltari.

- Arturo Goetz.

- Darío Valenzuela.

- Fernando Caride.

- Karina Rappa.

- Fausto Collado.

- Gustavo Masó.

- Esteban Mihalik.

- Diego Pérez Morales.

- Martín Ricci.

- Héctor Sinder.

- Adriana Ferrer.

- Pablo Razuk.

- Marta Lubos.

- Bárbara Estrabou.

### Cameos
- Walter Nelson

- Alejandro Fabbri

## Premios y nominaciones
| Año  | Premio               | Categoría                     | Programa        | Resultado |
| ---- | -------------------- | ----------------------------- | --------------- | --------- |
| 2002 | Premio Clarín        | Mejor Ficción Diaria Drama    | 099 central     | Ganador   |
| 2002 | Premio Clarín        | Actriz de TV                  | Julieta Díaz    | Ganadora  |
| 2002 | Premio Clarín        | Actriz de TV                  | Nancy Dupláa    | Nominada  |
| 2002 | Premio Clarín        | Revelación femenina           | Eugenia Tobal   | Nominada  |
| 2002 | Premio Clarín        | Revelación masculina          | Joaquín Furriel | Nominado  |
| 2002 | Premio Martín Fierro | Mejor Telenovela              | 099 central     | Ganador   |
| 2002 | Premio Martín Fierro | Actor Protagonista de Novela  | Facundo Arana   | Ganador   |
| 2002 | Premio Martín Fierro | Actriz Protagonista de Novela | Nancy Dupláa    | Ganadora  |
| 2002 | Premio Martín Fierro | Actriz de Reparto             | Julieta Díaz    | Ganadora  |
| 2002 | Premio Martín Fierro | Actor de Reparto              | Luis Luque      | Nominado  |
| 2002 | Premio Martín Fierro | Actor de Reparto              | Juan Darthés    | Nominado  |

## Sucesión de tiras diarias dePol-ka Producciones
| Predecesor: ''22 (el loco)'' | ''099 Central'' 2002 | Sucesor: ''Soy gitano'' |